# Kržišče, Krško
Kržišče je naselje v Občini Krško.
Mimo kraja poteka avtocesta A2.